# Кири, Нина
Нина Кири (англ. Nina Kiri; урождённая Нина Кириджия (серб. Нина Кириџиjа); род. 3 сентября 1992) — канадская актриса сербского происхождения, наиболее известная по роли служанки Альмы в сериале  «Рассказ служанки».

## Биография
Кири родилась в Белградe, на территории бывшей Республики Югославии. Её семья переехала в Ванкувер, где Нина сначала начала выступать в школьном театре, а затем профессионально выступала на сцене, начиная с 2007 года. Нина свободно говорит на французском и сербскохорватском языках.
Первой экранной ролью Кири было короткое появление в телефильме 2011 года «Прекрасный «принц». В 2016 году Кири  снялась в короткометражном фильме «Клео»  другого канадского выходца из Сербии —  режиссёра Саньи Живкович. Кири сыграла главные роли в трёх фильмах ужасов: «Выпусти её» (2016), «Дом с привидениями на Кирби-роуд» (2016) и «Еретики»  (2017). Игра Кири в «Еретиках» принесла ей приз за лучшую женскую роль на фестивале фантастических фильмов Buffalo Dreams.
Кири получила известность в 2017 году благодаря постоянной роли в телесериале «Рассказ служанки». Её персонаж Альма, первоначально известная как служанка Офроберт, впервые появилась в первом эпизоде сериала и покинула сериал в четвёртом сезоне.

## Фильмография
| Год       |     | Русское название                 | Оригинальное название           | Роль                |
| --------- | --- | -------------------------------- | ------------------------------- | ------------------- |
| 2011      | тф  | Прекрасный «принц»               | Geek Charming                   | застенчивая девушка |
| 2012      | с   | Тайный круг                      | The Secret Circle               | Люси Гиббонс        |
| 2012      | с   | Сверхъестественное               | Supernatural                    | девушка Уилла       |
| 2013      | ф   | —                                | I Am Vengeance                  | Саския              |
| 2016      | ф   | Выпусти её                       | Let Her Out                     | Молли               |
| 2016      | кор | —                                | Cleo                            | Клео                |
| 2016      | ф   | Дом с привидениями на Кирби-роуд | The Haunted House on Kirby Road | Джордан             |
| 2016      | ф   | Супергеройское наказание         | Super Detention                 | Андраста            |
| 2017      | ф   | Еретики                          | The Heretics                    | Глория              |
| 2017—2022 | с   | Рассказ служанки                 | The Handmaid’s Tale             | Альма               |
| 2019      | ф   | Лёгкая жизнь                     | Easy Land                       | Нина                |
| 2020      | кор | —                                | Nowadays                        | н/д                 |
| 2020      | тф  | Любовь в Хармони Вэлли           | Love in Harmony Valley          | Трейси              |
| 2020      | кор | —                                | Inn Love                        | Шарлотт             |
| 2021—2022 | с   | Видеть                           | See                             | Хармони             |
| 2021      | ф   | Я смертный                       | I Am Mortal                     | Медорин             |

## Награды и номинации
| Награда                                | Год  | Категория                                       | Название работы  | Результат |
| -------------------------------------- | ---- | ----------------------------------------------- | ---------------- | --------- |
| Премия Гильдии киноактёров США         | 2019 | Лучший актёрский состав в драматическом сериале | Рассказ служанки | Номинация |
| Премия Гильдии киноактёров США         | 2020 | Лучший актёрский состав в драматическом сериале | Рассказ служанки | Номинация |
| Buffalo Dreams Fantastic Film Festival | 2017 | Лучшая актриса                                  | Еретики          | Победа    |